# Egwale Seyon
Egwale Seyon, död 1818, var kejsare av Etiopien mellan 1801 och 1818.